# Тот, Алекс (футболист)
А́лекс Тот (венг. Tóth Alex; род. 23 октября 2005, Будапешт) — венгерский футболист, опорный полузащитник клуба «Ференцварош» и сборной Венгрии.

## Клубная карьера
Тот — воспитанник клубов «Глёретти», «Гонвед» и «Ференцварош». 20 мая 2023 года в матче против «Дебрецена» он дебютировал в чемпионате Венгрии в составе последнего. В составе клуба игрок дважды стал чемпионом Венгрии.

## Международная карьера
23 марта 2025 года в Лиги Наций против сборной Турции Тот дебютировал за сборную Венгрии.

## Достижения
Командные
 «Ференцварош»
- Победитель чемпионата Венгрии (2) — 2022/2023, 2023/2024